# Vermicelles

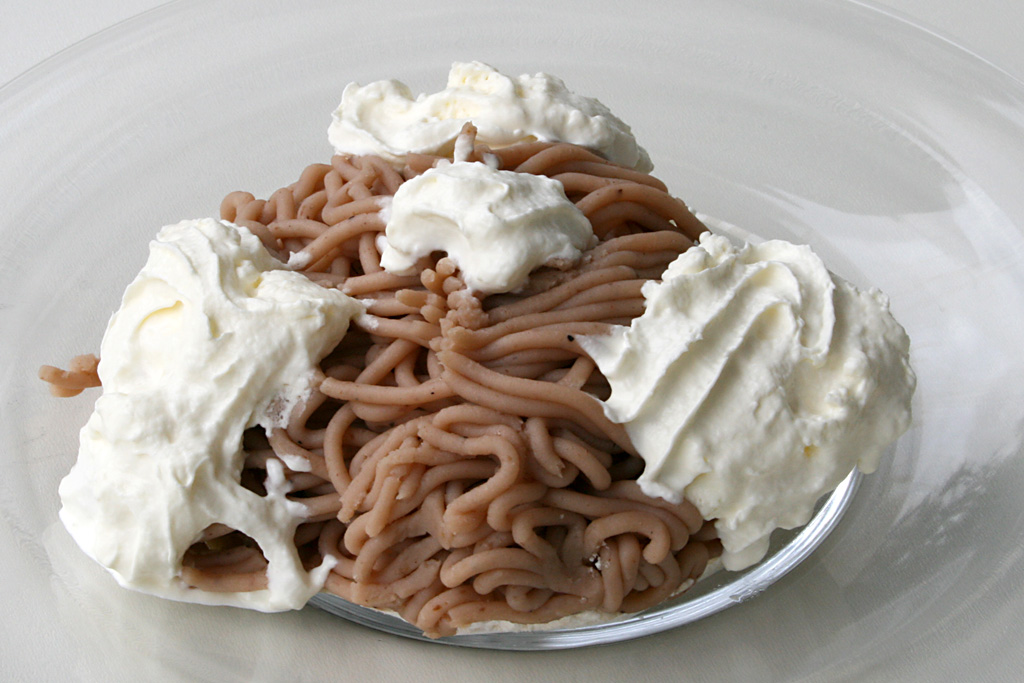
Een portie vermicelles met slagroom

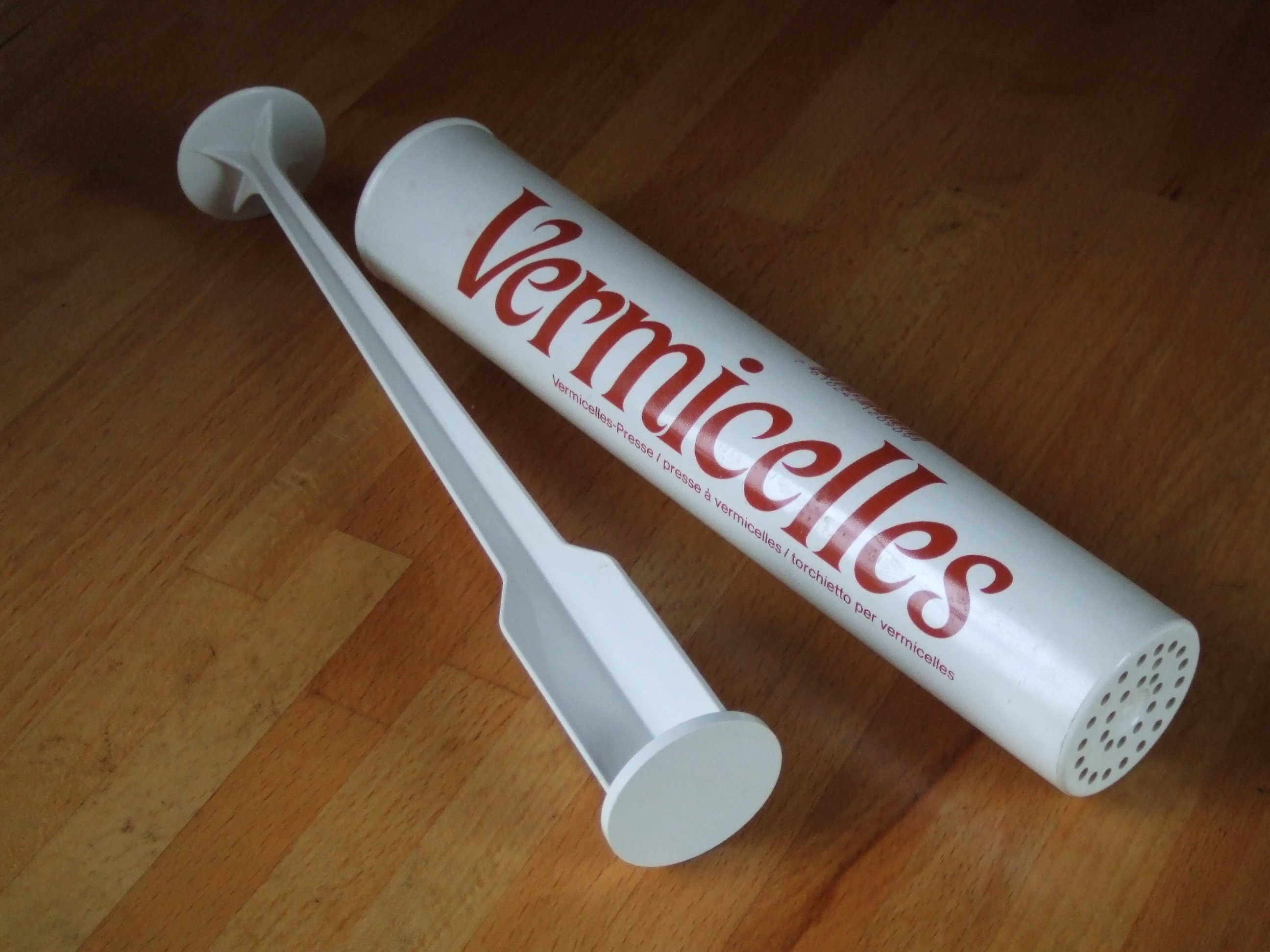
Een pers voor het maken van vermicelles

Vermicelles (Frans voor wormpjes) is een zoete Zwitserse specialiteit. Het wordt gemaakt door de geschilde kastanje 40 minuten lang te laten koken in melk. De kastanjes worden gepureerd en vervolgens gemengd met suiker, kirsch en boter. De massa die zo ontstaat wordt in een pers gedaan en wordt door een gaatjesplaat geperst zodat lange slierten (wormpjes) ontstaan.
De vermicelles worden doorgaans als nagerecht geserveerd met slagroom (zie afbeelding), maar ook als gebakje. Vermicelles kunnen ook geserveerd worden met meringue.
Hoewel oorspronkelijk uit het zuiden van Zwitserland (Ticino) is dit gerecht inmiddels in heel Zwitserland te vinden. Het is voornamelijk verkrijgbaar in de herfst wanneer de kastanjes rijp zijn geworden. 